# Holbo Herred

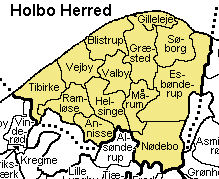
Holbo Herred.

Holbo Herred was een herred in het voormalige Frederiksborg Amt in Denemarken. Holbo was oorspronkelijk deel van Strø Herred, maar werd al in de 13e eeuw daarvan afgesplitst. De naam komt van Holmboere, bewoners (boere) van Holm, dat verwijst naar de afgelegen ligging ten opzichte van de rest van Strø. Het gebied ging in 1970 op in de nieuwe provincie Frederikborg. 

## Parochies
Holbo was oorspronkelijk verdeeld in 13 parochies.
- Annisse
- Blistrup
- Esbønderup
- Villingerød Kirkedistrikt
- Gilleleje
- Græsted
- Helsinge
- Mårum
- Nødebo
- Ramløse
- Søborg
- Tibirke
- Valby
- Vejby